# Komisja śledcza ds. afery wizowej
Komisja Śledcza do zbadania legalności, prawidłowości oraz celowości działań, a także występowania nadużyć, zaniedbań i zaniechań w zakresie legalizacji pobytu cudzoziemców na terytorium Rzeczypospolitej Polskiej w okresie od dnia 1 stycznia 2019 r. do dnia 20 listopada 2023 r., skrót SKPC, Komisja śledcza w sprawie afery wizowej – komisja śledcza powołana uchwałą Sejmu X kadencji z 19 grudnia 2023, do zbadania legalności, prawidłowości oraz celowości działań, a także występowania nadużyć, zaniedbań i zaniechań w zakresie legalizacji pobytu cudzoziemców na terytorium Rzeczypospolitej Polskiej w okresie od dnia 1 stycznia 2019 r. do dnia 20 listopada 2023 r.
Komisja zakończyła działalność 3 grudnia 2024, przyjmując raport końcowy i uchwałę o skierowaniu do prokuratury zawiadomień o możliwości popełnienia przestępstw przez 11 osób.

## Akty prawne regulujące działanie komisji
- Konstytucja Rzeczypospolitej Polskiej z dnia 2 kwietnia 1997 r. (Dz.U. z 1997 r. nr 78, poz. 483) – art. 111
- Ustawa z dnia 21 stycznia 1999 r. o sejmowej komisji śledczej (Dz.U. z 2016 r. poz. 1024)
- Uchwała Sejmu Rzeczypospolitej Polskiej z dnia 30 lipca 1992 r. – Regulamin Sejmu Rzeczypospolitej Polskiej (M.P. z 2022 r. poz. 990) – Rozdział 11a
- Uchwała Sejmu Rzeczypospolitej Polskiej z dnia 19 grudnia 2023 r. w sprawie powołania Komisji Śledczej do zbadania legalności, prawidłowości oraz celowości działań, a także występowania nadużyć, zaniedbań i zaniechań w zakresie legalizacji pobytu cudzoziemców na terytorium Rzeczypospolitej Polskiej w okresie od dnia 12 listopada 2019 r. do dnia 20 listopada 2023 r.
- Uchwała Sejmu Rzeczypospolitej Polskiej z dnia 21 grudnia 2023 r. w sprawie wyboru składu osobowego Komisji Śledczej do zbadania legalności, prawidłowości oraz celowości działań, a także występowania nadużyć, zaniedbań i zaniechań w zakresie legalizacji pobytu cudzoziemców na terytorium Rzeczypospolitej Polskiej w okresie od dnia 12 listopada 2019 r. do dnia 20 listopada 2023 r.

## Członkowie komisji
21 grudnia 2023 Sejm dokonał pierwotnego wyboru członków komisji. 14 czerwca 2024 nastąpiło uzupełnienie składu komisji związane z odwołaniem dwóch członków komisji w drodze głosowania oraz wygaśnięcie mandatu poselskiego przewodniczącego komisji.

### Bieżący skład komisji
| Poz. | Imię i nazwisko        | Zdjęcie | Przynależność do Klubu Parlamentarnego / Klubu Poselskiego | Funkcja                                                                                               | Przynależność do komisji |
| ---- | ---------------------- | ------- | ---------------------------------------------------------- | --- | ------------------------ |
| 1.   | Marek Sowa             |         | Koalicja Obywatelska – PO,.N, iPL, Zieloni                 | Przewodniczący (od 14 czerwca 2024) Zastępca przewodniczącego (od 21 grudnia 2023 do 14 czerwca 2024) | od 21 grudnia 2023       |
| 2.   | Maria Janyska          |         | Koalicja Obywatelska – PO,.N, iPL, Zieloni                 | Zastępczyni przewodniczącego (od 14 czerwca 2024) Członkini (od 21 grudnia 2023 do 14 czerwca 2024)   | od 21 grudnia 2023       |
| 3.   | Daniel Milewski        |         | Prawo i Sprawiedliwość                                     | Zastępca przewodniczącego                                                                             | od 21 grudnia 2023       |
| 4.   | Piotr Kaleta           |         | Prawo i Sprawiedliwość                                     | Członek                                                                                               | od 21 grudnia 2023       |
| 5.   | Maciej Konieczny       |         | Lewica                                                     | Członek                                                                                               | od 21 grudnia 2023       |
| 6.   | Bartosz Kownacki       |         | Prawo i Sprawiedliwość                                     | Członek                                                                                               | od 14 czerwca 2024       |
| 7.   | Aleksandra Leo         |         | Polska 2050 Szymona Hołowni – Trzecia Droga                | Członek                                                                                               | od 21 grudnia 2023       |
| 8.   | Krzysztof Mulawa       |         | Konfederacja                                               | Członek                                                                                               | od 21 grudnia 2023       |
| 9.   | Mirosław Adam Orliński |         | Polskie Stronnictwo Ludowe – Trzecia Droga                 | Członek                                                                                               | od 21 grudnia 2023       |
| 10.  | Paweł Szrot            |         | Prawo i Sprawiedliwość                                     | Członek                                                                                               | od 14 czerwca 2024       |
| 11.  | Przemysław Witek       |         | Koalicja Obywatelska – PO,.N, iPL, Zieloni                 | Członek                                                                                               | od 14 czerwca 2024       |

### Zmiany w składzie komisji
| Poz. | Imię i nazwisko  | Zdjęcie | Przynależność do Klubu Parlamentarnego lub Klubu Poselskiego | Funkcja        | Daty zasiadania w komisji             |
| ---- | ---------------- | ------- | ------------------------------------------------------------ | -------------- | ------------------------------------- |
| 1.   | Zbigniew Bogucki |         | Prawo i Sprawiedliwość                                       | Członek        | od 21 grudnia 2023 do 28 maja 2024    |
| 2.   | Andrzej Śliwka   |         | Prawo i Sprawiedliwość                                       | Członek        | od 21 grudnia 2023 do 5 czerwca 2024  |
| 3.   | Michał Szczerba  |         | Koalicja Obywatelska – PO,.N, iPL, Zieloni                   | Przewodniczący | od 21 grudnia 2023 do 10 czerwca 2024 |

## Posiedzenia
Szczegóły na temat kolejnych posiedzeń przedstawiono w tabeli poniżej:
| Nr posiedzenia | Data posiedzenia  | Przesłuchiwane osoby i ich funkcja w okresie będącym przedmiotem badania komisji | Inne punkty porządku obrad |
| 2023           | 2023              | 2023 | 2023 |
| -------------- | ----------------- | --- | --- |
| 1.             | 21 grudnia 2023   | – | Wybór Prezydium Komisji |
| 2024           |                   | | |
| 2.             | 6 lutego 2024     | – | - Ustalenie liczby stałych doradców Komisji oraz przyjęcie propozycji kandydatur. - Przedstawienie przez Przewodniczącego Komisji planu pracy Komisji. - Rozpatrzenie wniosków dowodowych zgłoszonych przez członków Komisji. - Rozpatrzenie wniosków dowodowych w zakresie pierwszych osób wezwanych w celu złożenia zeznań przed Komisją. - Powołanie biegłych przez Komisję. |
| 3.             | 9 lutego 2024     | – | - Powołanie stałych doradców Komisji. - Powołanie biegłych przez Komisję. - Zwrócenie się do Prokuratora Generalnego o przeprowadzenie czynności doręczenia świadkom wezwanym przez komisję śledczą wezwań do stawiennictwa w charakterze świadka |
| 4.             | 26 lutego 2024    | - Piotr Wawrzyk – wiceminister spraw zagranicznych; - Edgar Kobos – współpracownik Piotra Wawrzyka. | - Odebranie decyzji biegłego Pawła Dąbrowskiego |
| 5.             | 26 lutego 2024    | - Edgar Kobos – kontynuacja przesłuchania. | Posiedzenie zamknięte |
| 6.             | 27 lutego 2024    | - Damian Irzyk – Konsul Generalny RP w Mumbaju; - Mateusz Reszczyk – wicekonsul w Konsulacie Generalnym RP w Mumbaju. | - Rozpatrzenie wniosków dowodowych. |
| 7.             | 5 marca 2024      | - Adam Burakowski – Ambasador RP w Indiach. | - Odebranie opinii biegłego Mikołaja Małeckiego. - Rozpatrzenie wniosków dowodowych. |
| 8.             | 11 marca 2024     | - Jakub Osajda – dyrektor Biura Prawnego i Zarządzania Zgodnością Ministerstwa Spraw Zagranicznych; - Maria Wiktoria Raczyńska – asystentka w gabinecie Ministerstwa Spraw Zagranicznych, oddelegowana do pełnienia funkcji asystentki Piotra Wawrzyka.                                                              | – |
| 9.             | 12 marca 2024     | - Marcin Jakubowski – dyrektor Departamentu Konsularnego Ministerstwa Spraw Zagranicznych; - Beata Brzywczy – zastępczyni dyrektora Departamentu Konsularnego Ministerstwa Spraw Zagranicznych. | - Rozpatrzenie wniosków dowodowych. |
| 10.            | 19 marca 2024     | - Maciej Kowalski – radca Ambasady RP w Dakarze oraz Konsula RP w Tunisie; - Lech Antoni Kołakowski – poseł na Sejm RP, doradca w Banku Gospodarstwa Krajowego, sekretarz stanu w Ministerstwie Rolnictwa i Rozwoju Wsi.                                                                                             | – |
| 11.            | 3 kwietnia 2024   | - Krzysztof Drynda – prezes zarządu Polskiej Agencji Inwestycji i Handlu S.A.; - Paweł Kurtasz – prezes zarządu Polskiej Agencji Inwestycji i Handlu S.A. | – |
| 12.            | 8 kwietnia 2024   | - Piotr Krawczyk – szef Agencji Wywiadu; - Bartosz Jarmuszkiewicz – szef Agencji Wywiadu. | - Rozpatrzenie wniosków dowodowych. |
| 13.            | 8 kwietnia 2024   | - Piotr Krawczyk – kontynuacja przesłuchania. | Posiedzenie zamknięte |
| 14.            | 18 kwietnia 2024  | – | - Sprawy bieżące. - Rozpatrzenie wniosków dowodowych. |
| 15.            | 19 kwietnia 2024  | - Aleksander Parzych – konsul RP w Manili; - Jarosław Szczepankiewicz – chargé d’affaires Rzeczypospolitej Polskiej na Filipinach. | - Sprawy bieżące. |
| 16.            | 22 kwietnia 2024  | - Aleksander Dańda – konsul RP w Hongkongu; - Mariusz Kamiński – Minister Spraw Wewnętrznych i Administracji oraz Minister Koordynator Służb Specjalnych. | – |
| 17.            | 7 maja 2024       | - Justyna Orłowska – dyrektorka programu GovTech Polska; - Antoni Rytel – wicedyrektor programu GovTech Polska, dyrektor Centrum GovTech. | - Rozpatrzenie wniosków dowodowych. |
| 18.            | 13 maja 2024      | - Damian Gągała – radca w Departamencie Konsularnym MSZ | - Sprawy bieżące. |
| 19.            | 14 maja 2024      | - Maciej Wąsik – Sekretarz Stanu w Ministerstwie Spraw Wewnętrznych i Administracji - Jadwiga Emilewicz – w latach 2018–2019 Ministra Przedsiębiorczości i Technologii, w latach 2019–2020 Ministra Rozwoju i Wiceprezesa Rady Ministrów oraz w 2023 Sekretarz Stanu w Ministerstwie Funduszy i Polityki Regionalnej | – |
| 20.            | 28 maja 2024      | - Tomasz Hinc – prezes zarządu przedsiębiorstwa Grupa Azoty S.A. | - Sprawy bieżące. |
| 21.            | 29 maja 2024      | - Mateusz Morawiecki – Prezes Rady Ministrów | – |
| 22.            | 4 czerwca 2024    | - Zbigniew Rau – Minister Spraw Zagranicznych - Tomasz Hinc – kontynuacja przesłuchania. | - Rozpatrzenie wniosków dowodowych. |
| 23.            | 5 czerwca 2024    | – | - Dyskusja na temat wyłączenia członka Komisji z jej składu osobowego. - Sprawy bieżące. |
| 24.            | 7 czerwca 2024    | - Jarosław Kaczyński – Wiceprezes Rady Ministrów i przewodniczący Komitetu Rady Ministrów do spraw Bezpieczeństwa Narodowego i spraw Obronnych | - Rozpatrzenie wniosku dowodowego. - Sprawy bieżące. |
| 25.            | 7 czerwca 2024    | - Jarosław Kaczyński – kontynuacja przesłuchania. | Posiedzenie zamknięte |
| 26.            | 14 czerwca 2024   | – | - Zmiany w składzie prezydium komisji. |
| 27.            | 28 czerwca 2024   | – | - Rozpatrzenie wniosków dowodowych. - Przedstawienie przez Przewodniczącego Komisji dalszego harmonogramu prac Komisji. |
| 28.            | 28 czerwca 2024   | – | - Rozpatrzenie wniosku dowodowego (posiedzenie zamknięte). |
| 29.            | 9 lipca 2024      | - Daniel Obajtek – były Prezes Zarządu Polskiego Koncernu Naftowego Orlen S.A. - Paweł Majewski – pracownik Biura Prawnego i Zarządzania Zgodnością w Ministerstwie Spraw Zagranicznych | - Wnioski dowodowe. - Sprawy bieżące. |
| 30.            | 10 lipca 2024     | - Mateusz Pala – były Szef Gabinetu Politycznego Ministra Spraw Zagranicznych - Maciej Karasiński – były Dyrektor Generalny Służby Zagranicznej - Andrzej Papierz – były Dyrektor Generalny Służby Zagranicznej | – |
| 31.            | 12 lipca 2024     | - Bartosz Jarmuszkiewicz – były Szef Agencji Wywiadu | Posiedzenie zamknięte |
| 32.            | 12 lipca 2024     | - Krzysztof Wacławek – były Szef Agencji Bezpieczeństwa Wewnętrznego | – |
| 33.            | 12 lipca 2024     | - Krzysztof Wacławek – kontynuacja przesłuchania; - Piotr Krawczyk – kontynuacja przesłuchania. | Posiedzenie zamknięte |
| 34.            | 25 lipca 2024     | – | - Rozpatrzenie wniosków dowodowych. - Sprawy bieżące. |
| 35.            | 3 września 2024   | - Tomasz Praga – były Komendant Główny Straży Granicznej | - Rozpatrzenie wniosków dowodowych. |
| 36.            | 3 września 2024   | - Tomasz Praga – kontynuacja przesłuchania. | Posiedzenie zamknięte |
| 37.            | 4 września 2024   | - Konfrontacja świadków: Mateusz Pala i Jakub Osajda. | - Sprawy różne. |
| 38.            | 30 września 2024  | - Andrzej Stróżny – były Szef Centralnego Biura Antykorupcyjnego w latach 2020-2023; - Beata Wojdak – Prokurator Prokuratury Krajowej delegowanej do Lubelskiego Wydziału Zamiejscowego Departamentu do Spraw Przestępczości Zorganizowanej i Korupcji Prokuratury Krajowej w Lublinie.                              | - Sprawy bieżące. |
| 39.            | 30 września 2024  | - Andrzej Stróżny – kontynuacja przesłuchania. | Posiedzenie zamknięte |
| 40.            | 30 września 2024  | - Beata Wojdak – kontynuacja przesłuchania. | Posiedzenie zamknięte |
| 41.            | 26 listopada 2024 | – | - Przedłożenie przez Przewodniczącego Komisji projektu stanowiska Komisji Śledczej do zbadania legalności, prawidłowości oraz celowości działań, a także występowania nadużyć, zaniedbań i zaniechań w zakresie legalizacji pobytu cudzoziemców na terytorium Rzeczypospolitej Polskiej w okresie od dnia 12 listopada 2019 r. do dnia 20 listopada 2023 r. |
| 42.            | 3 grudnia 2024    | – | - Rozpatrzenie poprawek do projektu stanowiska Komisji Śledczej do zbadania legalności, prawidłowości oraz celowości działań, a także występowania nadużyć, zaniedbań i zaniechań w zakresie legalizacji pobytu cudzoziemców na terytorium Rzeczypospolitej Polskiej w okresie od dnia 12 listopada 2019 r. do dnia 20 listopada 2023 r. - Przyjęcie stanowiska Komisji Śledczej do zbadania legalności, prawidłowości oraz celowości działań, a także występowania nadużyć, zaniedbań i zaniechań w zakresie legalizacji pobytu cudzoziemców na terytorium Rzeczypospolitej Polskiej w okresie od dnia 12 listopada 2019 r. do dnia 20 listopada 2023 r. - Upoważnienie Przewodniczącego Komisji do anonimizacji sprawozdania Komisji w zakresie dotyczącym danych osobowych. - Podjęcie uchwały w sprawie skierowania zawiadomień o podejrzeniu popełnienia przestępstwa i skargi do Prokuratora Krajowego. |